# Beddomeia angulata
Beddomeia angulata là một loài ốc nước ngọt rất nhỏ có mang và nắp, là động vật thân mềm chân bụng có vảy sống dưới nước thuộc họ Hydrobiidae. Đây là loài đặc hữu của Úc, tức là việc gặp loài này ở Hoa Kỳ chẳng hạn là không phổ biến.